# Kay Summersby
Kathleen Helen Mary "Kay" Summersby (n. Inish Beg House en el condado de Cork (County Cork), Irlanda, 1908 - f. Nueva York, 1975) fue una miembro del Cuerpo Mecanizado de Transporte Británico durante la Segunda Guerra Mundial y, más tarde, secretaria personal y chofer del Comandante supremo de las fuerzas aliadas, Ike Eisenhower. Es más conocida por haber declarado públicamente en 1975 el haber sostenido un largo affaire con Eisenhower durante la guerra.

## Vida previa
Kay Summersby Morgan nació en County Cork, Irlanda en 1908. Era hija de un oficial irlandés y madre inglesa, y se desenvolvió como fotógrafa y modelo de revistas de moda femenina. Se casó y posteriormente se divorció de su marido en el período previo a la Segunda Guerra Mundial.
Cuando Inglaterra entró en guerra con la Alemania Nazi, Kay Summersby, de entonces 32 años, se enroló en el Cuerpo Motorizado Británico de Transporte como chofer, alcanzando el grado de sargento.
Kay Summersby era una atractiva e inteligente mujer que destacaba por sus hermosas piernas y ofició de chofer de ambulancia durante los bombardeos sobre Londres.
En 1942, el mayor general Ike Eisenhower dictaminó que los varones a cargo de vehículos de oficiales de alto rango debían ser reemplazados por mujeres soldados. Summersby fue asignada a Eisenhower como su chófer personal a cargo de su famoso Cadillac cuatro (ver foto) estrellas, patente U.S.A.A. 1.
Esta norma dictada por Eisenhower era como una forma de protesta por la férrea disciplina que su contraparte inglesa, Bernard Montgomery, aplicaba a sus soldados prohibiendo la permanencia de mujeres como ayudantes en los mandos.

## Su relación con Eisenhower
Kay Summersby acompañó a Eisenhower como generalísimo de las fuerzas aliadas durante todo el periodo previo al desembarco de Normandía y, además, ofició como su secretaria personal. De este modo, su imagen empezó a aparecer en fotografías de Eisenhower en forma muy cercana en segundos planos.
Para aquella época, Ike Eisenhower pasaba por un duro momento marital de parte de su esposa Mamie Geneva Doud, casados desde 1916, en que recibía un cúmulo de cartas de reproche por relegarla al olvido por el servicio a su país.
Según Summersby, la relación como amantes empezó cuando tenía 36 años, en este tenso período en que Eisenhower (ya de 54 años) planificaba la Operación Overlord y que bajo las terribles tensiones de su cargo se sentía solo. Summersby estuvo presente junto a Eisenhower en todos los frentes de guerra. En la intimidad, Eisenhower llamaba coloquialmente a Summersby como Irish (irlandesa). 
Para cuando la guerra terminó, Ike Eisenhower, quien había desarrollado afecto profundo, no tuvo dificultades en lograr una visa permanente para su exsecretaria y posteriormente la nacionalidad estadounidense. Summersby ingresó como una oficial en el Cuerpo de Ejército para Mujeres de los Estados Unidos (WACS), alcanzando el grado de capitán.
Ike Eisenhower pensó seriamente en casarse con su exsecretaria ya que ambos estaban enamorados; pero al solicitar al general George Marshall la petición de divorciarse de su esposa Mammie le fue abruptamente denegada a pesar de contar con la aprobación tácita de Harry Truman.

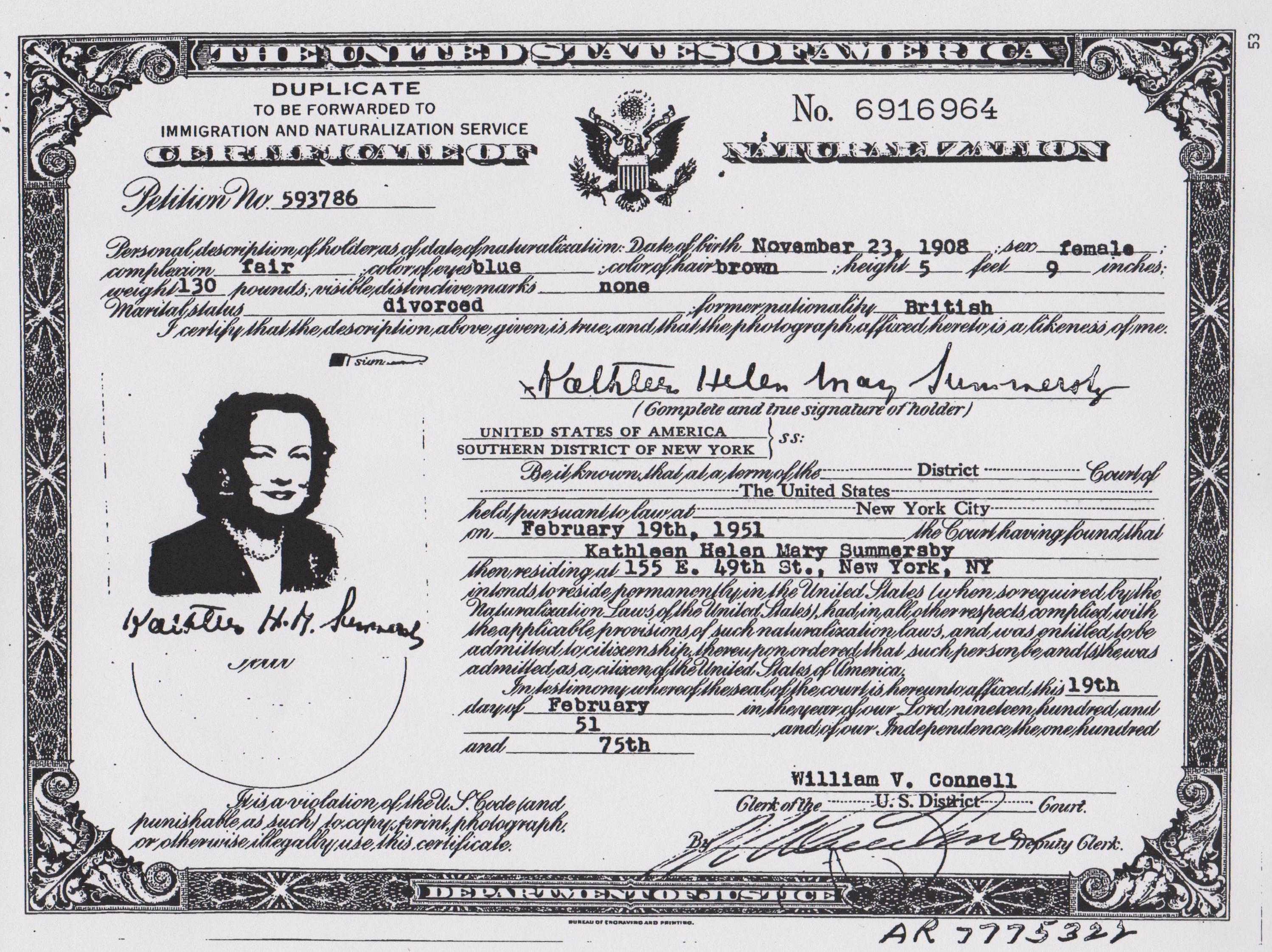
Certificado de naturalizaciòn de Summersby (1951)

Además, ante la posibilidad de ganar la candidatura a la Presidencia y por consejos de cercanos del partido republicano optó por dar por finalizada su relación con Summersby. Harry Truman ordenó además ocultar todo vestigio del affaire y esto permaneció ignorado por la opinión pública estadounidense. Kay conservó en su poder dos volúmenes (1944-1945) de los diarios de guerra de Eisenhower y los guardó durante muchos años.
Kay Summersby escribió un libro en 1948, llamado Mi jefe fue Ike (Ike was my Boss) en que no se trasluce ningún atisbo de la relación íntima sostenida, pero elogia la personalidad y el carácter de Eisenhower. Sin embargo, Summersby guardó celosamente los diarios de Eisenhower, fotos dedicadas y otras anotaciones.

## Vida final
Kay se casó en 1952 con un corredor de la Bolsa de New York llamado Reginald H. Morgan y se estableció en  Southampton-N.Y aprovechando su nacionalidad estadounidense; pero se divorciaron en 1958.
En 1973, Kay enfermó de cáncer y en estado terminal, en 1975, decidió que era tiempo de publicar toda la verdad de su relación con Eisenhower quien había ya fallecido. Murió finalmente el 20 de enero de 1975, sus restos fueron incinerados y sus cenizas esparcidas en County Cork, Irlanda.
Antes de su deceso, Summersby, con la ayuda de la periodista Bárbara Wyden, usó los diarios de guerra de Eisenhower para escribir un segundo libro a título póstumo titulado "Past Forgetting: My Love Affair with Dwight Eisenhower", donde relata una relación detalladamente más íntima con su jefe, en que a pesar de la íntima relación declaró que no consumaron su mutuo amor. 
El libro apareció a la venta en 1976, un año después de la muerte de Kay Summersby. La viuda de Eisenhower, Mammie Geneva Doud, intentó contrarrestar las afirmaciones de la publicación publicando más de 300 cartas de su marido de ese periodo.